# Resident Assessment Instrument
In der Kranken-, Kinderkranken- und Altenpflege bedeutet R.A.I. oder in seiner Langform „Resident Assessment Instrument“ ein Beurteilungsinstrument für den jeweiligen Bedarf der pflegerischen Versorgung. Es gibt eine ganze Reihe ähnlicher Verfahren unter dieser Bezeichnung.
Übertragen auf den Pflegeprozess decken diese Instrumente zunächst die Phase des Assessments (Patientenaufnahme und Zuweisung zu Therapie und Pflegeverfahren) ab und führen hin zur Diagnostik, Prioritätensetzung und der Outcome-Evaluation (Erfolgsbestimmung).
Das RAI wurde in den 1980er Jahren in den USA entwickelt und ist heute in vielen Ländern der Welt verbreitet. Im Bereich der stationären Versorgung alter Menschen (Altenpflege) kann es als internationaler Standard angesehen werden.
Das besondere am RAI ist, dass es – im Gegensatz zu vielen anderen Assessment-Instrumenten – nicht den Pflegeaufwand misst, sondern den Pflegebedarf. Dies ermöglicht folglich die Erstellung eines Pflegeplans, der tatsächlich auf den individuellen Pflegebedarf abgestimmt ist. 
Mehrere Universitäten – auch im deutschsprachigen Raum – bieten Studiengänge mit Inhalten aus dem Bereich der Gesundheitssoziologie und der Gesundheitsökonomik an. Diese haben das Ziel des Erwerbs der Qualifikation RAI-Koordinator bzw. RAI-Koordinatorin.
Das RAI besteht aus folgenden Modulen:

## Das MDS
Das MDS (= „Minimum Data Set“) besteht aus ca. 300 Items, die vom zuständigen MDS-Koordinator (einem Mitglied des Pflegeteams) im Zusammenspiel mit dem Patienten, dem Team, den Angehörigen sowie den Mitgliedern der weiteren Berufsgruppen, ausgefüllt werden. 
Die Daten werden viertel- oder halbjährlich erhoben sowie nach einer signifikanten Statusveränderung.
Dieses vergleichsweise sehr ausführliche Assessment liefert als grobes Screening den Überblick über die relevantesten Daten des Patienten. 

## Die Risikoerkennungstafel
Mit diesem Instrument (auch bequem als EDV-Berechnung durchführbar) ermittelt das RAI mittels eines Alarmzeichensystems die typischsten Problembereiche des Pflege-Settings. 

## Die Abklärungshilfen
Für jeden Problembereich existiert ein sog. RAP (Resident Assessment Protocol; abweichende Bezeichnungen je nach Setting, z. B. CAP im RAI-HC). Für jeden identifizierten Problembereich werden die entsprechenden RAPs durchgeführt. Sie geben Hinweise auf Wechselwirkungen zwischen den Problembereichen, auf den zu setzenden Fokus und auf evtl. zusätzlich zu erhebende Daten, die der genauen Abklärung dieses Problembereichs bedürfen. Sind die RAPs durchgeführt, steht die Basis für den individuellen Pflegeplan.

## Weitere Anwendungsgebiete
Die MDS-Daten dienen (optional) nicht nur als Basis für den Pflegeplan. Sog. „Add-Ons“ für das RAI, die auf speziellen Auswertungen dieser Daten beruhen, ermöglichen z. B. eine sehr differenzierte und auf den Pflegebedarf abgestimmte Abrechnung mit den Kostenträgern (RUG-System = Ressource Utilization Groups bzw. Pflegeaufwandgruppen) bzw. Personalbemessung oder liefern mittels eigens entwickelter Qualitätsindikatoren die Datenbasis für die hausinterne Qualitätssicherung oder ein Benchmarking. Zudem basieren aus dem MDS valide Einschätzungsskalen für spezifische Risiken, so u. a. die Cognitive Performance Scale, die MDS-Cognition Scale, die CHESS-Scale, die Personal Severity Scale oder der ADL-Index.